# Little Brother Montgomery
Eurreal Wilford "Little Brother" Montgomery (Kentwood, 18 april 1906 - Champaign, 6 september 1985) was een Amerikaanse jazz- en bluespianist en -zanger. Hij speelde New Orleans-jazz, boogiewoogie en blues en was een inspiratiebron voor Willie Dixon, Otis Spann en Skip James.
Montgomery werd als vijfde kind (van tien) geboren in een stadje in Louisiana, in de buurt van de Mississippi. Zijn ouders waren muzikaal: vader Harper speelde klarinet en moeder Dicy accordeon en orgel. Harper had een honky-tonk, waar houtarbeiders kwamen drinken, dansen, gokken en luisteren naar muziek. Als kind leek hij op zijn vader, Harper Montgomery, en hij werd daarom Little Brother Harper genoemd. Later werd dit Little Brother Montgomery. Hij ging piano spelen toen hij vier jaar was en als elfjarige begon hij op te treden. Rond 1923 ging hij naar New Orleans, waar honderden pianisten actief waren. Midden jaren twintig toerde hij in Louisiana met verschillende bands, waaronder die van Buddy Petit. In 1928 speelde hij in Clarence Desdune's Dixieland Revelers. Eind dat jaar stopte hij daarmee en ging hij naar Chicago. Hier maakte hij in 1930 voor Paramount zijn eerste plaatopnames, waaronder een versie van zijn 'Vicksburg Blues', dat veel succes had en veel werd geïmiteerd. Begin jaren dertig richtte Montgomery zijn eigen band op, Southland Troubadours, waarmee hij in het zuiden en midwesten toerde. In de jaren 1935-1936 maakte hij voor Bluebird opnames in New Orleans.
In 1942 vestigde Montgomery zich voorgoed in Chicago, waar hij speelde in clubs. Na de oorlog speelde hij naast blues traditionele jazz met mannen als Baby Dodds en Lonnie Johnson. In 1949 trad hij met Kid Ory's dixieband op in Carnegie Hall. In 1956 toerde hij kort met Otis Rush, waarmee hij ook plaatopnames maakte (1957-1958). Eind jaren vijftig werd hij ontdekt door een groter (blank) publiek. Montgomery nam veel platen op, vanaf 1969 voor zijn eigen platenlabel FM. In de jaren zestig en zeventig maakte hij verschillende tournees door Europa. Hij werd op een gegeven moment beschouwd als een levende legende en trad op in blues- en folkfestivals.
Composities van zijn hand waren, naast 'Vicksburg Blues', 'Shreveport Farewell' en 'Farrish Street Jive'.

## Discografie (selectie)
- Natty Dominique/Little Brother Montgomery (vier nummers van Montgomery), Windin' Ball, 1954
- Sunnyland Slim and Little Brother Montgomery: Chicago Blues Session, LA, 1960
- Tasty Blues, Prestige/Bluesville, 1960
- Little Brother, Columbia, 1961
- Blues, Folkways, 1961
- Chicago - The Living Legends: South Side Blues, Riverside, 1962
- Chicago - The Living Legends: Little Brother Montgomery, Riverside, 1962
- Piano. Vocal, and Band Blues, Riverside, 1962
- Little Brother Montgomery, Riverside, 1962
- Farro Street Jive, Folkways, 1968
- No Special Rider (met Jeanne Carroll), Adelphi, 1969
- Rare Recordings 1930-1969, Saydisk/Matchbox, 1971
- Little Brother Montgomery, Windin' Ball, 1972
- Home Again, Matchbox, 1972
- Bajez Copper Station (Live in Amsterdam), Blues Beacon, 1972
- Goodbye Mister Blues (met Preston Jackson, Ikey Robinson), Delmark, 1973
- Deep South Piano, Storyville, 1973
- Church Songs, Folkways, 1975
- Blues Live!, Vivid Sound, 1975
- He May Be Your Man....But He Comes To See Me Sometime! (Edith Wilson met Little Brother Montgomery en State Street Ramblers), Delmark, 1976
- Crescent City Blues (opnames 1935-1937), RCA/Bluebird, 1977
- Little Brother (opnames 1960), Aves, 1978
- Tishomingo Blues, JSP, 1980
- Little Brother Montgomery and The Jazz All Stars, FM, 1983
- These Are What I Like (opnames uit 1960), Magpie
- Those I Liked I Learned (opnames uit 1960), Magpie
- Masters of the Blues vol. 9 (opnames uit 1935 en 1936), Collectors Classics
- Little Brother Montgomery At Home (opnames 1967-1982), Earwig
- Complete Recorded Works 1930-1936, Document
- Complete Recorded Works 1930-1954 (Vocal Accompaniments & Early Post-War Recordings), Document